# OLともちゃん
ねこマッスル（ねこまっする）は、元女子アナのグラビアアイドル、女子プロレスラー(キャットファイト)、ゲームシナリオライター、元AV女優
趣味でボディービル、パワーリフティングをしている。本名は岩井知子（いわい ともこ）。AV女優時代は白鳥景子。

## ボディビル戦歴
- 2017年
  - 社会人ボディービル連盟ミス健康美21　163cm超級優勝、オーバーオール3位[1]
  - ベストボディージャパン連盟ベストビキニ日本大会出場
  - 東日本ボディービル選手権163cm超級フィットネスビキニ優勝、オーバーオール2位
  - オールジャパンボディービル選手権ボディーフィットネス163cm超級4位
  - IFBB国際大会日本グアム親善大会163cm超級ボディーフィットネス優勝、オーバーオール2位[2]
- 2018年
  - IFBB国際大会2017年日本グアム親善大会163cm超級ボディーフィットネス二連覇優勝、オーバーオール2位
  - 日本ボディビル・フィットネス連盟 日本クラス別ボディビル選手権163cm超級準優勝
  - アジア最大級フィットネス展示会～スポルテックカップ2018ボディーフィットネス6位入賞[3]
  - IFBB国際大会日本グアム親善大会ミクスドペア・廣田俊彦(廣田ボディービルセンターワールドゲームズ優勝世界チャンピオン)ペア優勝
  - 社会人ボディービル連盟ミス健康美21 163cm超級二連覇優勝、オーバーオール総合優勝日本王者
  - 日本クラス別ボディービル選手権163級準優勝
  - 日本マスターズボディービル選手権準優勝
- 2019年
  - 2019年2月24日 NPCマッスルコンテスト日本初大会
  - ●フィギュア  一般プロクオリファイ準優勝(優勝者はプロカード発行)
  - ●フィギュア  マスターズ準優勝
  - ●ビキニ  一般プロクオリファイ  四位入賞(優勝者はプロカード発行)
  - ●ビキニ  マスターズ準優勝
  - 2019年東日本オープン　　ボディーフィットネス　160センチ超級優勝　オーバーオール総合優勝

## パワーリフティング戦歴
- 2017年
  - 全日本プッシュプル57キロ級優勝、ベンチの部優勝、3種目の部優勝、MVP最優秀賞
  - パワーリフティング国体予選57キロ級優勝
  - 東京パワーリフティング三種目63キロ級準優勝
  - 東京ベンチプレス63キロ級優勝
  - 関東パワーリフティング63キロ級優勝　関東チャンピオン　個人・団体優勝(スパインハウス所属)
- 2019年
  - 2019年1月　ジャパンクラシックベンチプレス63キロ級三位銅メダル
- 2022年
  - ジャパンクラシックパワーリフティング選手権（全日本大会）
  - 一般の部準優勝
  - M1 の部優勝
  - パワーリフティングアジア選手権　日本代表
  - （ドバイ）M1 優勝。
  - アジア記録保持者

## その他戦歴
- 2020年
  - 2020年　世界４大ミスコンのうちの一つのMrs.Ms.EarthJapan

関東代表

## 出演歴

### テレビ・映画
- 『特命戦隊ゴーバスターズ』スーツアクター(2011年・東映)
- 『仮面ライダーフォーゼ』スーツアクター(2011年・東映)
- 『アスペルガーレイブ』(2012年・東映)
- 『おーくぼんぼん』(TBS)

### グラビア
- 週刊現代　2017年6月
- 週刊アサヒ芸能

### グラビアイメージDVD
- ねこまんまの妄想実現催眠シチュエーション～女催眠術師吉田ともちゃん～
- ムチムチ! ヒロインファイター DJともちゃん!

### プロレス
- WWS (2011年)
- 電撃ネットワーク主催新宿プロレス (2011年)
- 暗黒プロレス団体666 (2011年)